# 지윤 (1984년)
지윤(본명 박지윤, 1984년 6월 8일 ~ )은 대한민국의 광고 모델, 게임 자키, 방송리포터, 텔레비전 연기자이다.

## 이력
경기도 성남에서 출생하였고 지난날 한때 인천에서 잠시 유아기를 보낸 적이 있는 그녀는 그 후 서울에서 성장하였으며 2001년 게임 자키 첫 데뷔하였고 이후 온게임넷, MBC 문화방송, KBS 한국방송공사, SBS 서울방송, ITV 경인방송, M.net, KMTV, 현대방송, 겜티비, EBS 한국교육방송공사, 코미디TV, 채널W 등에서 방송리포터 활약하였으며 특히 2005년에는 SBS 서울방송 드라마에서 연기자 데뷔하였다.

## 학력
- 서울여자고등학교 졸업
- 경원대학교 컴퓨터공학과 학사
- 서강대학교 언론대학원 언론학 석사

## 출연작

### 텔레비전 드라마
- 2005년 SBS 서울방송 드라마 《그 여름의 태풍》